# Ross Ford
Ross William Ford (Edimburgo, 23 de abril de 1984) es un entrenador y exrugbista británico que se desempeñaba como hooker. Fue internacional con el Cardo de 2004 a 2019 y quien más jugó.

## Biografía
Creció en Kelso y asistió a la Kelso High School en los Scottish Borders. Jugó por Kelso Harlequins (sub-18) y luego por Kelso RFC. 
Ford fue miembro del equipo Sevens de los Juegos de la Mancomunidad en Mánchester en 2002 y fue el capitán de la selección escocesa sub-16. También ha representado a su país en la selección sub-18 y sub-19. Además, es miembro del Instituto Escocés del Deporte. Inicialmente jugó como loose forward, pero lo convencieros de cambiar a talonador cuando estaba con los Border Reivers.
Desde su retiro trabaja en la Academia Escocesa de Rugby como entrenador de fuerza y acondicionamiento.

## Selección nacional

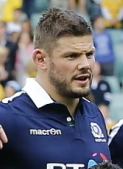
Con Escocia, 2017.

Debutó con la selección escocesa en un partido contra Australia en Murrayfield el 6 de noviembre de 2004. El último, hasta la fecha, contra Francia en el Stade de France el 16 de marzo de 2013.
Ford fue el capitán de Escocia por primera vez en los Abbey Autumn Tests de 2004  contra Australia en Murrayfield, haciendo su segunda aparición alrededor de un año después, entrando como sustituto frente a Gales en el Torneo de las Seis Naciones de 2006. Después de una nueva comparecencia ante Inglaterra, Ford se perdió el tour del verano de 2006 a Sudáfrica a causa de una lesión en la rodilla, pero regresó a la selección escocesa para la temporada 2007–2008.
Ford hizo su primera aparición en el torneo de las 6 naciones en el partido final de Escocia de la competición de 2007, ante Francia. Cosechó aplausos por su técnica de juego en el partido previo a la Copa Mundial de Rugby contra Irlanda.
Ford siguió siendo la primera elección como número 2 de Edimburgo y Escocia durante el año 2010 y en la Copa Mundial de Rugby de 2011 en Nueva Zelanda.
Ross Ford es el capitán de la selección escocesa en el Torneo de las Seis Naciones 2012. En el Torneo de las Seis Naciones 2013 participó en los cinco partidos. En el primer partido, contra Inglaterra, empezó como suplente y salió en el minuto 47 sustituyendo a Dougie Hall. En los otros cuatro partidos ya salió como titular, pero en dos ocasiones lo sustituyó Hall: en la tercera jornada, contra Irlanda en el minuto 46, y en el quinto partido, contra Francia en el minuto 76.

### Participaciones en Copas del Mundo
Frank Hadden lo llevó a Francia 2007 como titular indiscutido y jugó todas las pruebas. Anotó su primer try internacional en el partido debut frente a Portugal.
| Mundial                       | Sede          | Resultado        | PJ | Tries |
| ----------------------------- | ------------- | ---------------- | -- | ----- |
| Copa Mundial de Rugby de 2007 | Francia       | Cuartos de final | 4  | 1     |
| Copa Mundial de Rugby de 2011 | Nueva Zelanda | Fase de grupos   | 4  | 0     |
| Copa Mundial de Rugby de 2015 | Inglaterra    | Cuartos de final | 5  | 0     |

El inglés Andy Robinson lo seleccionó para Nueva Zelanda 2011 y pese a jugar todas las pruebas, no logró evitar la eliminación de Escocia.
El neozelandés Vern Cotter lo llevó a Inglaterra 2015 y en el último partido de la fase de grupos, contra Samoa, hizo un tackle peligroso por el que lo sancionaron con tres semanas de suspensión. No obstante, apeló y pudo jugar la fase final.

### Leones
En 2009, Ford fue seleccionado para los British & Irish Lions como reemplazo de Jerry Flannery.  Jugó durante 50 minutos en el tercer partido y fue el único representante de Escocia en los 3 partidos de prueba de esa gira.